# Rhamphorhynchidae
Rhamphorhynchidae je čeleď ptakoještěrů žijících v období jury (asi před 180 až 148 miliony let). Byla pojmenována podle nejznámějšího rodu Rhamphorhynchus.

## Popis
Zástupci této čeledi patřili mezi vývojově primitivní ptakoještěry v rámci kladu Novialoidea. Všichni zástupci měli relativně dlouhé ocasy, které při letu sloužily jako kormidla. Tito pterosauři obvykle nedosahovali velkých rozměrů, v rozpětí křídel měřili zhruba od 1 do 3 metrů (ačkoliv se výjimečně mohly objevit i větší druhy).
Zástupce této skupiny už dnes známe také z jižních kontinentů někdejší Gondwany.

## Zástupci

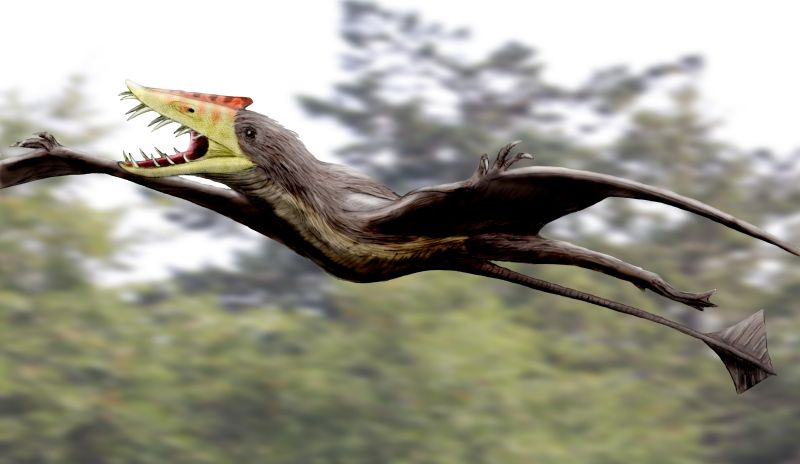
Sericipterus, zástupce čeledi

- Scaphognathus
- Rhamphorhynchus
- Dorygnathus
- Cacibupteryx
- Nesodactylus
- Harpactognathus
- Angustinaripterus
- Sericipterus
- Rhamphocephalus
- Sordes?